# Sticta stipitata
Sticta stipitata är en lavart som beskrevs av C. Knight ex F. Wilson. Sticta stipitata ingår i släktet Sticta och familjen Lobariaceae.   Inga underarter finns listade i Catalogue of Life.